# Buteni (okręg Kluż)
Buteni – wieś w Rumunii, w okręgu Kluż, w gminie Mărgău. W 2011 roku liczyła 67 mieszkańców.